# Ярощук Юхим Арсенійович
Юхим Арсенійович Ярощук (10 жовтня 1922, село Сереховичі Старовижівського повіту Волинського воєводства, Польща, тепер Старовижівського району Волинської області — 12 квітня 1972, місто Луцьк) — український радянський і компартійний діяч, депутат Верховної Ради УРСР 5—8-го скликань. Кандидат у члени ЦК КПУ в 1956—1960 р. Член Ревізійної Комісії КПУ в 1960—1972 р.

## Біографія
Народився в родині селянина. У 10 років залишився без матері, а ще через рік — помер батько. Виховувався у родині місцевого священика отця Миколая.
Навчався у школі села Сереховичі, потім закінчив Ковельську гімназію. Після закінчення гімназії з 1940 року вчителював у селі Дроздні Ковельського району. У 1940—1941 р. — директор неповної семирічної середньої школи села Волошки Ковельського району Волинської області.
З червня 1941 року перебував у східних районах СРСР. У 1941—1942 роках — заступник політрука 2-го загону 757-го Окремого Будівельного батальйону Червоної армії (Башкирська АРСР). У 1942—1944 роках — вчитель-військовий керівник середньої школи № 2 міста Ішимбай Башкирської АРСР.
1945 року повернувся у Волинську область, працював вчителем школи села Сереховичі. У грудні 1945 — грудні 1946 р. — директор Ковельської середньої школи № 3.
Член ВКП(б) з 1946 року.
З грудня 1946 — завідувач Ковельського районного відділу народної освіти Волинської області. У 1947—1949 р. — навчання у Львівській дворічній партійній школі й одночасно на заочному відділенні Львівського педагогічного інституту.
У вересні 1949 — березні 1950 р. — секретар Рожищенського районного комітету КП(б)У Волинської області.
З березня 1950 року — завідувач Волинського обласного відділу народної освіти. З 1954 року — заступник голови виконавчого комітету Волинської обласної Ради депутатів трудящих.
У січні 1956 — 12 квітня 1972 р. — голова виконавчого комітету Волинської обласної Ради депутатів трудящих.

## Родина
Дід Юхима Арсентійовича, Лев Білоус, мав двох синів — Якова та Арсентія. Нащадки дочки Арсентія, Ольги, — Юрій та Андрій, — проживають на даний час у селі Сереховичі. Нащадки Якова Львовича — проживають, як у селі Сереховичі, так і у містах Ковелі, Луцьку та Києві.

## Нагороди
- орден Леніна (26.02.1958)
- два ордени Трудового Червоного Прапора
- медалі